# Кракер
Кракер је особа која се бави краковањем (разбијањем заштитног кода). У питању су лозинке за улазак у заштићене информационе системе као што су банке, болнице, полиција и сл. или кодови који штите софтвер и друге интелектуалне својине од нелегалног копирања.
Појавом кућних и личних рачунара и Интернета, отворена је могућност нелегалног уласка у туђе системе, а затим и злоупотреба истих. На пример, куповина преко Интернета коришћењем туђих кракованих кредитних картица.
Кракери су одиграли значајну улогу у времену када је Србија била под санкцијама, скидајући заштиту са софтвера које већина људи није могла да купи.
Захваљујући кракерима, у Србији је развијено значајно пиратско тржиште јефтиних, нелегалих копија софтвера, филмова, игрица...
Сидањем санкција СР Југославији створени су услови за примену позитивних закона који штите ауторска права. Применом репресивних мера од стране полиције, пиратерија и краковање су значајно смањени.

## Методи напада
Кракери врше нападе користећи разне методе напредног програмирања, али у последње време све више њих користе програме који сами врше нападе, не знајући уопште ни како ради такав један програм. Неке од метода су убацивање кода, пренатрпавање бафера, корупција меморије итд.